# Vazdušne snage Crne Gore
La Voeno Vozduhoplovstvo i Protivvozdušna Odbrana in (montenegrino:Vazdušne snage Crne Gore), è l'attuale aeronautica militare del Montenegro e parte integrante delle forze armate montenegrine.

## Aeromobili in uso
Sezione aggiornata annualmente in base al World Air Force di Flightglobal del corrente anno. Tale dossier non contempla UAV, aerei da trasporto VIP ed eventuali incidenti accorsi durante l'anno della sua pubblicazione. Modifiche giornaliere o mensili che potrebbero portare a discordanze nel tipo di modelli in servizio e nel loro numero rispetto a WAF, vengono apportate in base a siti specializzati, periodici mensili e bimestrali. Tali modifiche vengono apportate onde rendere quanto più aggiornata la tabella.
| Aeromobile            | Origine            | Tipo                                          | Versione (denominazione locale) | In servizio (2024) | Note | Immagine |
| Elicotteri            |                    |                                               |                                 |                    | |          |
| Bell 412              | Stati Uniti        | elicottero utility                            | Bell 412EPI                     | 3                  | 3 Bell 412 EPI ricevuti uno a settembre 2018, ed ulteriori 2 a settembre dello stesso anno.                                                                                          |          |
| Soko HN-42 Hera       | Francia Jugoslavia | elicottero utilityelicottero d'attacco eggero | HI-42HN-45                      | 6                  | 13 tra HI-42 Hera (SA 341H su licenza) per missioni utility ed HN-45 Gama anticarro ex-jugoslavi ricevuti nel 2006.                                                                  |          |
| Bell 505 Jet Ranger X | Stati Uniti        | elicottero utility                            | Bell 505                        | 2                  | 2 Bell 505 ordinati a maggio 2020, con opzione per ulteriori 2 da ordinare nel 2021. Il primo esemplare è stato consegnato segnato il 15 settembre 2020, il secondo il 2 marzo 2021. |          |

## Aeromobili ritirati
- Soko G-4 Super Galeb
- Utva 75
- Mil Mi-8 Hip